# Aracruz Celulose
Aracruz Celulose SA est un fabricant brésilien de pâte à papier et de papier,  intégré dans le groupe industriel papetier Fibria depuis 2009.

## Histoire
En 2009, la société fusionne avec VCP pour donner un nouveau groupe baptisé « Fibria » qui a conservé le siège social Aracruz Celulose SA à Sao Paulo.

Ce groupe produit de la pâte d'eucalyptus blanchie, notamment pour ses propres papeteries.

## L'entreprise
Elle possède deux usines de fabrication de pâte à papier, l'une dans la ville d' Aracruz dans l'État d'Espírito Santo, et l'autre à Guaíba dans l'État de Rio Grande do Sul.
Elle possède et gère des "opérations forestières" (plantations d'eucalyptus) dans ces états ainsi que dans les états de Bahia et Minas Gerais. Pour maintenir ces plantations monospécifiques en bonne santé, l'entreprise a mis en place un plan de lutte intégrée contre les déprédateurs de l'eucalyptus (espèces introduite), l'une des composantes du marketing vert de l'entreprise, critiquée pour sa contribution à la destruction de la biodiversité de la forêt du bassin amazonien, notamment reprochée par les peuples autochtones amazoniens Tupiniquims et Guaranis.
Au milieu des années 1990, ce groupe était devenu plus premier producteur mondial de pâte marchande d'eucalyptus (capacité de production : 1,2 million de tonnes par/an, approvisionnant environ 20 % de la demande mondiale de pâte d'eucalyptus et environ 7 % par an de cellulose à fibres courtes, selon Citicorp (1998). L'une de ses principales stratégies face à la concurrence a été le leadership en termes de bas coût de production de l'Eucalyptus et de pâte : quand dans les neuf principaux pays producteurs de pâte, le coût moyen était d'environ 389 $/t, Aracruz avait le plus bas le coût de fabrication de pâte dans le monde : 279 $/t .
Dans le groupe, un système intégré s'est basé sur la triade « Plantations (132 000 hectares vers 1995)-Usine-Port », alimenté et entretenu par environ 5 000 emplois directs et indirects selon Aracruz (1996). Les plantations sont situées dans le nord de l'Etat d'Espírito Santo (63 %) et au sud de celui de Bahia (37 %).
Mais le groupe dispose au total de 203 000 ha dont 56 000 ha sont couverts par des réserves forestières indigènes et 15 000 ha sont utilisés à d'autres fins : routes, usine, port, etc. toujours selon ARACRUZ en 1998.
L'entreprise (basée à Rio de Janeiro) dispose de son propre port (dans la ville d'Aracruz-ES), qui en 1997 exportait plus de 90 % de sa production vers l'Europe (39 %), l'Amérique du Nord (36 %), l'Asie (17 %) et l'Amérique latine (8 %). En termes de pays, de 1993 à 1994, ses principaux clients étaient : les États-Unis, la Belgique, l'Angleterre, la France, l'Italie, le Japon, la Corée du Sud, la Chine, l'Indonésie, la Thaïlande, le Mexique et l'Argentine, selon la CIMI (1996).
Les principaux actionnaires de la société sont le groupe norvégien Lorentzen (28%), le groupe sud-africain Mondi-Minorco Paper (28%), Banco Safra (28%) et BNDES (12%).

## Gouvernance
Les présidents actuels sont membres de la famille hongroise, Ersching.
Les principaux actionnaires contrôlent les actions avec droit de vote de la société : 
1. le Votorantim
2. Cla BNDES, la Banque nationale brésilienne de développement économique et social.

Les actions privilégiées d'ARACRUZ, qui constituent plus de la moitié du total des actions en circulation de la société, sont négociées sur les bourses de São Paulo (Bovespa), de New York et de Madrid. Ceux-ci restent les deux actionnaires de Fibria.

## Cotation
La société a été cotée à la bourse de Sao Paulo, New York et Madrid et maintenant, sous le nom de Fibria, elle reste à la bourse BM&F Bovespa de Sao Paulo.